# El Calvario (Chiapas)
El Calvario es una localidad del estado mexicano de Chiapas. Es parte del municipio de Sabanilla.

## Demografía
| Gráfica de evolución demográfica |
|                                  |

| Censo | Población |
| ----- | --------- |
| 1940  | 195       |
| 1950  | 333       |
| 1960  | 453       |
| 1970  | 502       |
| 1980  | 657       |
| 1990  | 1 016     |
| 2000  | 1 272     |
| 2010  | 1 262     |
| 2020  | 1 821     |